# BTS World: Original Soundtrack
BTS World: Original Soundtrack — саундтрек южнокорейского бойбенда BTS специально для мобильной игры «Мир BTS». Был выпущен 28 июня 2019 года лейблом Big Hit Entertainment при поддержке Take One Company и kakao M.

## Предпосылки и релиз
27 июня 2019 года стало известно, что официальный саундтрек к игре будет включать в себя 14 композиций: три сингла, фоновую музыку и семь сольных тем для каждого участника. Было также объявлено, что на сингл «Heartbeat» будет выпущен видеоклип.

## Синглы
Всего в поддержку саундтрека было выпущено четыре сингла: «Dream Glow» (Джин, Чимин и Чонгук при участии Charli XCX) был выпущен 7 июня, «A Brand New Day» (Джей-Хоуп и Ви при участии Зары Ларссон) был выпущен 14 июня, «All Night» (РМ и Шуга при участии Juice Wrld) был выпущен 21 июня и «Heartbeat», исполненный группой в полном составе, вышел 28 июня вместе с видеоклипом.

## Список композиций
| №                   | Название                            | Автор(ы)                                                       | Продюсер(ы)         | Длительность |
| ------------------- | ----------------------------------- | -------------------------------------------------------------- | ------------------- | ------------ |
| 1.                  | «Heartbeat»                         | Коул Гирелли Джей-Хоуп Ли Хён АрЭм Пан Ши Хёк                  | DJ Swivel           | 4:13         |
| 2.                  | «Dream Glow» (с Charli XCX)         | Stargate Charli XCX Рин Уэвер Бобби Чонг                       | Stargate            | 3:07         |
| 3.                  | «A Brand New Day» (с Зарой Ларссон) | Ларссон Джей-Хоуп Ю Ги Та Mura Masa Макс Вольфганг Скотт Куинн | Mura Masa           | 3:25         |
| 4.                  | «All Night» (с Juice Wrld)          | АрЭм Сюга Juice Wrld Pro Era Мэррик Строберт                   | РМ Powers Pleasant  | 3:36         |
| 5.                  | «Captain» (тема Намджуна)           | Кан Мин Кук Брендон Чон                                        | Минкук              | 3:19         |
| 6.                  | «Cake Waltz» (тема Чимина)          | Минкук Им Хён Чжи                                              | Минкук              | 3:44         |
| 7.                  | «Shine» (тема Юнги)                 | Чон                                                            | Минкук              | 3:52         |
| 8.                  | «Not Alone» (тема Чонгука)          | Минкук Хён Чжи                                                 | Минкук              | 3:45         |
| 9.                  | «Friends» (тема Джей-Хоупа)         | Чон                                                            | Минкук              | 3:36         |
| 10.                 | «Wish» (тема Сокджина)              | Минкук                                                         | Минкук              | 3:57         |
| 11.                 | «Flying» (тема Ви)                  | Skylar Nam                                                     | Минкук              | 3:36         |
| 12.                 | «LaLaLa» (исполняет Okdal)          | Минкук Чон Чжи Чан                                             | Минкук              | 3:11         |
| 13.                 | «You Are Here» (исполняет Ли Хён)   | Минкук Чжи Чан                                                 | Минкук              | 3:36         |
| 14.                 | «You Are Here» (instrumental)       | Минкук Чжи Чан                                                 | Минкук              | 3:36         |
| Общая длительность: | Общая длительность:                 | Общая длительность:                                            | Общая длительность: | 50:27        |

## Чарты
BTS World: Original Soundtrack стал первым корейским саундтреком в истории, дебютировавшим в Billboard Top Soundtrack Chart. Альбом также достиг вершины Gaon Album Chart.
| Чарт (2019)                         | Пиковая позиция |
| ----------------------------------- | --------------- |
| Аргентина (CAPIF)                   | 15              |
| Австралия (ARIA)                    | 55              |
| Австрия (Ö3 Austria)                | 16              |
| Бельгия/Фландрия (Ultratop)         | 19              |
| Бельгия/Валлония (Ultratop)         | 48              |
| Канада (Canadian Albums Chart)      | 58              |
| Дания (Hitlisten)                   | 37              |
| Нидерланды (Album Top 100)          | 24              |
| Финляндия (Suomen virallinen lista) | 16              |
| Франция (SNEP)                      | 16              |
| Германия (Offizielle Top 100)       | 7               |
| Венгрия (MAHASZ)                    | 9               |
| Италия (FIMI)                       | 38              |
| Япония (Oricon)                     | 4               |
| Новая Зеландия (RMNZ)               | 16              |
| Польша (ZPAV)                       | 2               |
| Шотландия (Scottish Albums Chart)   | 91              |
| Южная Корея (Gaon)                  | 1               |
| Испания (PROMUSICAE)                | 1               |
| Швейцария (Schweizer Hitparade)     | 6               |
| США (Billboard 200)                 | 26              |
| США (Top Soundtracks) (Billboard)   | 2               |
| США (World Albums) (Billboard)      | 1               |

## Продажи и сертификации
| Страна      | Продажи | Сертификация |
| ----------- | ------- | ------------ |
| Южная Корея | 500,000 | 2×Платина    |